# Sida cleisocalyx
Sida cleisocalyx är en malvaväxtart som beskrevs av Ferdinand von Mueller. Sida cleisocalyx ingår i släktet sammetsmalvor, och familjen malvaväxter. Inga underarter finns listade i Catalogue of Life.